# نورلان بالجيمباييف
نورلان أوتيبوفيتش بالجيمباييف (بالقازاقية: Нұрлан Өтепұлы Балғымбаев)، (مواليد 20 نوفمبر 1947 - 14 أكتوبر 2015)، شغل منصب رئيس وزراء كازاخستان في الفترة من 10 أكتوبر 1997 إلى 1 أكتوبر 1999. لقد كان رئيس شركة كازاخستان للاستثمار النفطي منذ فبراير 2002.
وقبل توليه منصب رئيس الوزراء وشغل منصب وزير النفط والغاز، وفيما بعد رئيسا لشركة نفط كازاخستان KazakhOil. بعد توليه منصب رئيس الوزراء واصل مسيرته رئيسا في KazakhOil المملوكة للدولة. حل ليازات كيينوف محله بعد عملية الدمج بين KazakhOil و Transport Nefti i Gaza لتصبح شركة كاز موناي غاز.